# Ray Smith (Schauspieler)
Ray Smith (* 1. Mai 1936 in Trealaw, Rhondda, Wales; † 15. Dezember 1991 in Llandough, Vale of Glamorgan, Wales) war ein britischer Schauspieler.

## Leben
Smith wuchs als Sohn eines Minenarbeiters auf, der bei einem Arbeitsunfall ums Leben kam als Smith drei Jahre alt war. Nach dem Ende seiner Schulausbildung und dem Wehrdienst bei der British Army spielte er am The Prince of Wales Theatre in Cardiff. Er zog Ende der 1950er Jahre nach London, um dort eine Karriere als Schauspieler aufzunehmen. 1959 hatte er sein Debüt in einer Episode der BBC-Serie BBC Sunday-Night Theatre. Im selben Jahr spielte er in vier Folgen der Serie Nick of the River einen Polizeibeamten. Anfang der 1960er Jahre erhielt er zudem Nebenrollen in britischen Spielfilmen wie Die letzte Fahrt von U 153. In der Kindersendung Jackanory trat er zwischen 1967 und 1971 in 23 Episoden als Geschichtenerzähler auf. Von 1971 bis 1975 spielte er in der Krimiserie Public Eye erneut einen Polizeibeamten. Größere Bekanntheit im deutschsprachigen Raum erlangte er durch seine Darstellung des Chief Superintendent Gordon Spikings in der Fernsehserie Dempsey & Makepeace.
Smith erlitt während der Dreharbeiten zur Fernsehadaption von Kingsley Amis’ Roman The Old Devils einen Herzinfarkt und verstarb im Alter von 55 Jahren.

## Filmografie (Auswahl)
- 1962: Die Dirne Jo (The Painted Smile)
- 1963: Die letzte Fahrt von U 153 (Mystery Submarine)
- 1964: Morgen um zehn (Tomorrow at Ten)
- 1965: Z Cars
- 1967–1971: Jackanory
- 1969: Die Spezialisten (Special Branch)
- 1966: Task Force Police (Softly Softly)
- 1970: Callan
- 1971–1975: Public Eye
- 1972: Black Beauty (The Adventures of Black Beauty)
- 1972: Ein Fall für Scotland Yard (New Scotland Yard)
- 1973–1975: Sam
- 1975: Das Sonderkommando (Operation: Daybreak)
- 1977: Rooms
- 1982: We'll Meet Again
- 1985–1986: Dempsey & Makepeace (Dempsey and Makepeace)
- 1987: Drei auf dem Highway (Three for the Road)